# Beiersdorf (Uebigau-Wahrenbrück)
Beiersdorf ist ein Ortsteil der Stadt Uebigau-Wahrenbrück im südbrandenburgischen Landkreis Elbe-Elster. Er befindet sich an Bahnstrecke Węgliniec–Roßlau.

## Geschichte

Beiersdorf (Kreiskarte, 1910)

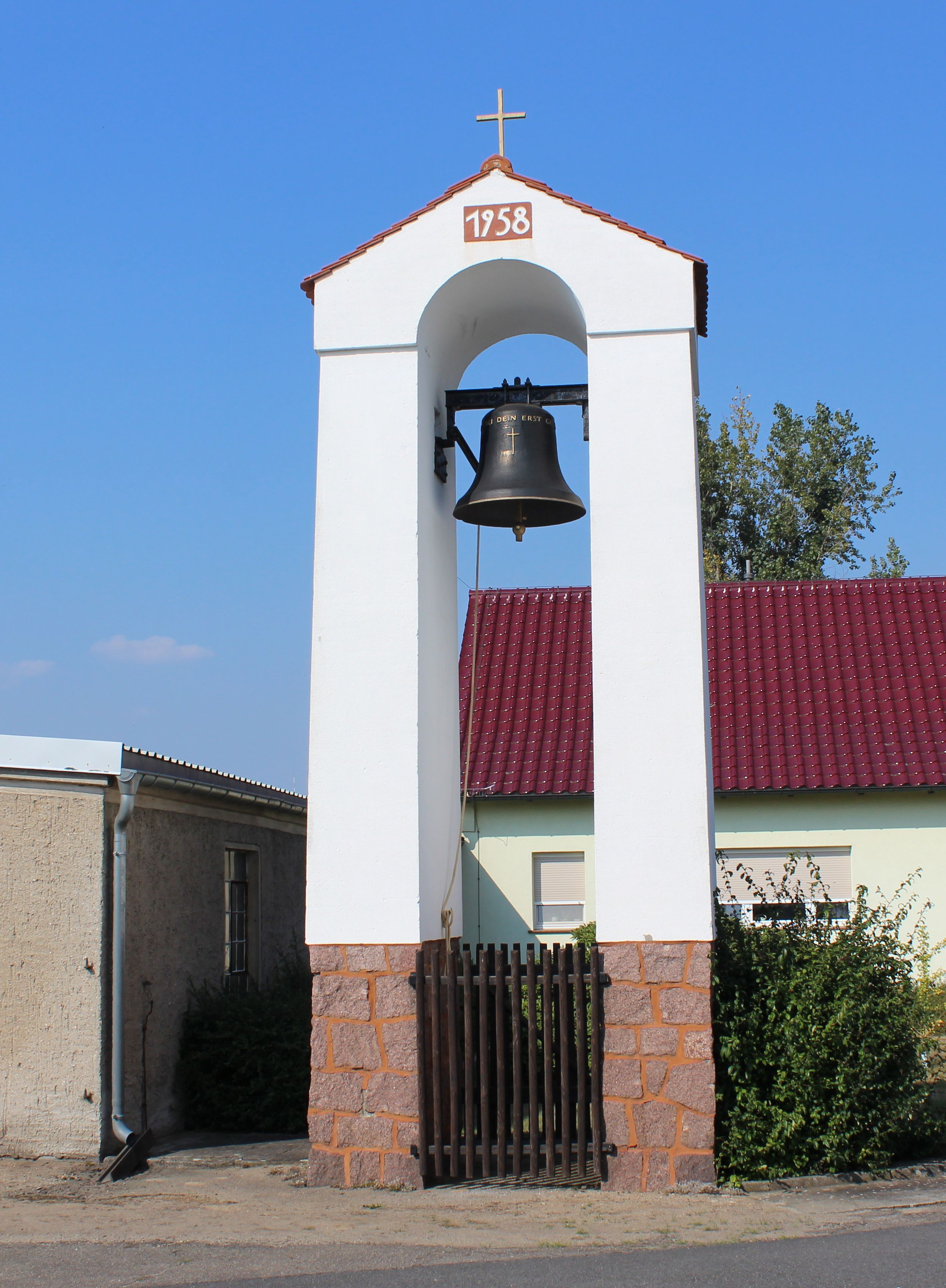
Glockenturm

Beiersdorf wurde 1251 erstmals urkundlich erwähnt. Das Dorf gehörte zur Herrschaft der Ileburger.
1835 zählte das Dorf 30 Wohnhäuser mit 162 Einwohnern. An Vieh wurden 40 Pferde, 236 Stück Rindvieh, 10 Ziegen und 65 Schweine gezählt.
1763 wurde im Ort eine Bockwindmühle errichtet, welche noch für die Zeit um 1900 nachgewiesen werden konnte. Die Mühle, die noch für das Jahr 1980 an ihrem Standort nachweisbar ist, soll bis mindestens 1966 noch ihre Flügel besessen haben, die sie allerdings später verlor. Außerdem soll es in Beiersdorf früher noch eine zweite Mühle gegeben haben.
Am 27. September 1998 wurde Beiersdorf gemeinsam mit den Gemeinden Saxdorf, Beutersitz, Bönitz, Domsdorf, Kauxdorf, Marxdorf, Prestewitz, Rothstein, Wildgrube und Winkel in die Stadt Wahrenbrück eingemeindet. Am 31. Dezember 2001 wurden Wahrenbrück und die Stadt Uebigau mit den Gemeinden Bahnsdorf, Drasdo sowie Wiederau zusammengeschlossen.

### Bevölkerungsentwicklung
| 1875 | 150 |  | 1946 | 438 |  | 1989 | 246 |  | 1995 | 234 |
| 1890 | 190 |  | 1950 | 431 |  | 1990 | 244 |  | 1996 | 233 |
| 1910 | 250 |  | 1964 | 329 |  | 1991 | 238 |  | 1997 | 241 |
| 1925 | 310 |  | 1971 | 299 |  | 1992 | 242 |  | 2016 | 158 |
| 1933 | 323 |  | 1981 | 271 |  | 1993 | 236 |  | 2019 | 174 |
| 1939 | 315 |  | 1985 | 260 |  | 1994 | 238 |  |      |     |

## Sehenswürdigkeiten
- Glockenturm

## Persönlichkeiten
2006 starb der für seine kriminalhistorischen Bücher bekannt gewordene Schriftsteller Wolfgang Mittmann zu Hause in Beiersdorf.